# Visconde de Orta
Visconde de Orta é um título nobiliárquico criado por D. Fernando II de Portugal, Regente durante a menoridade de D. Pedro V de Portugal, por Decreto de 5 de Julho de 1854, em favor de António José de Orta.
Titulares
1. António José de Orta, 1.º Visconde de Orta;
2. Barnabé de Orta, 2.º Visconde de Orta.